# Mandevilla lojana
Mandevilla lojana är en oleanderväxtart som beskrevs av J.F.Morales. Mandevilla lojana ingår i släktet Mandevilla och familjen oleanderväxter. Inga underarter finns listade i Catalogue of Life.